# The Silent Command
The Silent Command é um filme norte-americano de 1923, do gênero drama, dirigido por J. Gordon Edwards, com Béla Lugosi como uma sabotadora estrangeira.
The Silent Command é uma história da Marinha dos Estados Unidos, giram em torno de experiências de um capitão naval, navios de guerra, mercantes, tempestades no mar, um acidente espetacular e um esforço inimigo explodir o Canal do Panamá.